# Котов, Александр Михайлович (тренер)
Алекса́ндр Миха́йлович Ко́тов (4 марта 1946, Саратов — 26 июля 2018, Донецк) — советский и украинский тренер по боксу. Тренер донецких СДЮСШОР № 3 и ШВСМ, тренер спортивного клуба «ИСД», личный тренер ряда титулованных боксёров, в числе которых чемпион мира, трёхкратный чемпион Европы Александр Ягубкин. Заслуженный тренер СССР. Заслуженный тренер Украины.

## Биография
Александр Котов родился 4 марта 1946 года в Саратове, РСФСР. В молодости сам активно занимался боксом, выигрывал первенство центрального совета добровольного спортивного общества «Зенит», однако из-за травмы руки вынужден был рано завершить спортивную карьеру и как боксёр каких-то существенных успехов не добился.
В 1969 году переехал на постоянное жительство в Донецк Украинской ССР — провёл здесь операцию на руке и затем остался в городе насовсем. Не желая уходить из бокса, вскоре занялся тренерской деятельностью. Около десяти лет тренировал начинающих боксёров во дворце спорта «Юбилейный», далее перешёл в спортивное общество «Авангард» и получил должность старшего тренера резерва сборной Советского Союза. Впоследствии работал тренером по боксу в донецких Специализированной детско-юношеской спортивной школе олимпийского резерва № 3 и в Школе высшего спортивного мастерства. С 1999 года также тренировал боксёров в спортивном клубе корпорации «Индустриальный союз Донбасса». Возглавлял тренерский совет Федерации бокса Донецкой Народной Республики.
За долгие годы подготовил многих титулованных боксёров, добившихся успеха на международной арене. Один из самых известных его учеников — заслуженный мастер спорта СССР Александр Ягубкин, чемпион мира, двукратный обладатель Кубка мира, трёхкратный чемпион Европы. Котов занимался с Ягубкиным с тринадцатилетнего возраста и за подготовку этого спортсмена был удостоен почётного звания «Заслуженный мастер спорта СССР». Под его руководством тренировались двукратный чемпион СССР Виктор Акшонов, серебряный призёр чемпионата СССР Александр Галушко и другие прославленные советские боксёры. В постсоветский период его воспитанники Виктор Перун и Александр Бокало становились призёрами европейских и мировых первенств. Заслуженный тренер Украины. В общей сложности Александр Котов подготовил более двадцати мастеров спорта, семерых мастеров спорта международного класса и одного заслуженного мастера спорта по боксу.
Умер 26 июля 2018 года в Донецке в возрасте 72 лет.